# Ћићевац
Ћићевац је градско насеље и седиште истоимене општине која се налази у Расинском округу. Према попису из 2022. има 3902 становника (према попису из 2011. било је 4667 становника).

## Историја
Ћићевац се сматра веома старим насељем, а име је добио по староседеоцима племена Ћићена, који су насељавали ову средину бавећи се сточарством. Предање каже да се ово место најпре звало Ћићенац. А да је касније добило име Ћићевац, по угледу суседни Крушевац. Доласком Словена у Поморавље Ћићени су били потиснути и са својим стадима селили су се из места у место. Распрсли су се на више страна широм Балкана, а једна група је отишла најдаље под планину Учку, на полуострво Истру, где се цео тамошњи крај прозва Ћићарија. По Ћићенима Ћићевцу остао је данашњи назив.
Ћићевац је скоро у целини досељеничко насеље. Само се за део становника чије су куће лоциране на околном побрђу сматра да су староседеоци. Први досељеници са Косова су Петковићи који су дошли 1710. године а остали су долазили много касније од друге половине 18. века па све до данашњих дана.
После пада Крушевца у турске руке 1455. године и подручје Ћићевца је доживело исту судбину. Ћићевац је први пут ослобођен у Првом српском устанку јануара 1806. године када су његови становници масовно приступали Карађорђевој војсци. Устанком у овом крају је руководио кнез Томић Милић, пореклом из Ражња. Он је после пропасти Карађорђеве државе убијен на брду Мечка код Ражња 1813. године. Поморавски крај од Сталаћа до Параћина је остао у Нишком пашалуку под турском влашћу тако да није био директно захваћен Другим српским устанком, међутим велики број појединаца је ипак учествовао у борбама.
Хатишерифом из 1833. године ћићевачки крај је ушао у састав Милошеве Србије и тиме коначно ослобођен од Турака.
Велике борбе у овом крају су вођене 1876. године у Српско-турском рату. После повлачења српске војске, Турци су спалили село Трубарево, чије се становништво повукло у збег по Мојсињским планинама.
У Балканским и Првом светском рату велики број младића са овог подручја је изгубио живот о чему говоре спомен обележја у готово свим местима.
Указом Краља од 16. новембра 1922. године насеље је добило статус варошице.
После брзог слома Југославије у Априлском рату 1941. војници су се журно враћали кућама, али је велики број њих заробљен и одведен у логоре или принудни рад у Немачкој. У лето 1941. у Ћићевцу је формирана четничка чета Косте Пећанца која је ту остала до 1942. године. Следеће године у Ћићевац су дошли четници Драгољуба Михаиловића и ту успоставили јаку локалну власт. Партизански одреди су у овом крају углавном изводили диверзантске акције најпре на мосту код Браљине, а затим и на пружном мосту на Јовановачкој реци. Победа партизана над четницима 1944. на Буковику је умањила углед четничког покрета, па много бораца из њихових редова прелази у партизанске јединице.
После Другог светског рата, Ћићевац је припао Ражањском срезу. Последња административна подела је извршена јула 1957. доношењем новог закона по коме Ћићевац постаје седиште општине која поред Ћићевца обухвата и следећа насељена места: Плочник, Појате, Лучина, Сталаћ, Град Сталаћ, Мрзеница, Браљина, Трубарево и Мојсиње.
Општина Ћићевац данас припада Расинском округу са седиштем у Крушевцу заједно са општинама Брус, Александровац, Трстеник и Варварин.
Овде се налазе Железничка станица Ћићевац и Аматерско позориште Ћићевац. Овде се налази више записа међу којима су: Запис дуд Виолете Петровић (Ћићевац - град), Запис Топаловића храст (Ћићевац), Запис храст на гробљу - северни (Ћићевац), Запис храст на гробљу - јужни (Ћићевац), Запис Радошевачки дуд (Ћићевац - град), Запис Радошевачки јасен (Ћићевац - град).

## Демографија
У насељу Ћићевац живи 4116 пунолетних становника, а просечна старост становништва износи 41,4 година (40,1 код мушкараца и 42,6 код жена). У насељу има 1608 домаћинстава, а просечан број чланова по домаћинству је 3,17.
Ово насеље је великим делом насељено Србима (према попису из 2002. године), а у последња три пописа, примећен је пад у броју становника.
|  |

| Демографија | Демографија | Демографија |
| Година      | Становника  | Становника  |
| ----------- | ----------- | ----------- |
| 1948.       | 4.410       |             |
| 1953.       | 4.598       |             |
| 1961.       | 4.952       |             |
| 1971.       | 5.143       |             |
| 1981.       | 5.520       |             |
| 1991.       | 5.398       | 5.316       |
| 2002.       | 5.094       | 5.320       |
| 2011.       | 4.667       |             |
| 2022.       | 3.902       |             |

| Етнички састав према попису из 2002.‍ | Етнички састав према попису из 2002.‍ | Етнички састав према попису из 2002.‍ | Етнички састав према попису из 2002.‍ | Етнички састав према попису из 2002.‍ |
| ------------------------------------ | ------------------------------------ | ------------------------------------ | ------------------------------------ | ------------------------------------ |
|                                      |                                      |                                      |                                      |                                      |
| Срби                                 | Срби                                 |                                      | 4.943                                | 97,03%                               |
| Роми                                 | Роми                                 |                                      | 88                                   | 1,72%                                |
| Југословени                          | Југословени                          |                                      | 10                                   | 0,19%                                |
| Црногорци                            | Црногорци                            |                                      | 8                                    | 0,15%                                |
| Македонци                            | Македонци                            |                                      | 7                                    | 0,13%                                |
| Хрвати                               | Хрвати                               |                                      | 6                                    | 0,11%                                |
| Румуни                               | Румуни                               |                                      | 6                                    | 0,11%                                |
| Бугари                               | Бугари                               |                                      | 3                                    | 0,05%                                |
| Словенци                             | Словенци                             |                                      | 1                                    | 0,01%                                |
| Словаци                              | Словаци                              |                                      | 1                                    | 0,01%                                |
| Руси                                 | Руси                                 |                                      | 1                                    | 0,01%                                |
| Муслимани                            | Муслимани                            |                                      | 1                                    | 0,01%                                |
| Мађари                               | Мађари                               |                                      | 1                                    | 0,01%                                |
| Бошњаци                              | Бошњаци                              |                                      | 1                                    | 0,01%                                |
| непознато                            | непознато                            |                                      | 10                                   | 0,19%                                |

| \| \| м \| \| \| ж \| \| ? \| 10 \| \| \| 15 \| \| 80+ \| 56 \| \| \| 94 \| \| 75—79 \| 67 \| \| \| 128 \| \| 70—74 \| 111 \| \| \| 148 \| \| 65—69 \| 162 \| \| \| 195 \| \| 60—64 \| 138 \| \| \| 160 \| \| 55—59 \| 118 \| \| \| 124 \| \| 50—54 \| 187 \| \| \| 205 \| \| 45—49 \| 238 \| \| \| 204 \| \| 40—44 \| 195 \| \| \| 186 \| \| 35—39 \| 161 \| \| \| 140 \| \| 30—34 \| 151 \| \| \| 161 \| \| 25—29 \| 145 \| \| \| 157 \| \| 20—24 \| 156 \| \| \| 155 \| \| 15—19 \| 168 \| \| \| 174 \| \| 10—14 \| 138 \| \| \| 142 \| \| 5—9 \| 153 \| \| \| 134 \| \| 0—4 \| 106 \| \| \| 112 \| \| Просек : \| 40,1 \| \| \| 42,6 \| |      |  |  |      |
| |      |  |  |      |
| | м    |  |  | ж    |
| ? | 10   |  |  | 15   |
| 80+ | 56   |  |  | 94   |
| 75—79 | 67   |  |  | 128  |
| 70—74 | 111  |  |  | 148  |
| 65—69 | 162  |  |  | 195  |
| 60—64 | 138  |  |  | 160  |
| 55—59 | 118  |  |  | 124  |
| 50—54 | 187  |  |  | 205  |
| 45—49 | 238  |  |  | 204  |
| 40—44 | 195  |  |  | 186  |
| 35—39 | 161  |  |  | 140  |
| 30—34 | 151  |  |  | 161  |
| 25—29 | 145  |  |  | 157  |
| 20—24 | 156  |  |  | 155  |
| 15—19 | 168  |  |  | 174  |
| 10—14 | 138  |  |  | 142  |
| 5—9 | 153  |  |  | 134  |
| 0—4 | 106  |  |  | 112  |
| Просек : | 40,1 |  |  | 42,6 |

| Година пописа     | 1948. | 1953. | 1961. | 1971. | 1981. | 1991. | 2002. |
| ----------------- | ----- | ----- | ----- | ----- | ----- | ----- | ----- |
| Број домаћинстава | 1.002 | 1.121 | 1.269 | 1.427 | 1.597 | 1.559 | 1.608 |

| Број чланова      | 1   | 2   | 3   | 4   | 5   | 6   | 7  | 8 | 9 | 10 и више | Просек |
| ----------------- | --- | --- | --- | --- | --- | --- | -- | - | - | --------- | ------ |
| Број домаћинстава | 271 | 391 | 285 | 341 | 160 | 118 | 31 | 4 | 6 | 1         | 3,17   |

| Пол    | Укупно | Неожењен/Неудата | Ожењен/Удата | Удовац/Удовица | Разведен/Разведена | Непознато |
| ------ | ------ | ---------------- | ------------ | -------------- | ------------------ | --------- |
| Мушки  | 2.063  | 591              | 1.294        | 106            | 67                 | 5         |
| Женски | 2.246  | 414              | 1.292        | 425            | 108                | 7         |
| УКУПНО | 4.309  | 1.005            | 2.586        | 531            | 175                | 12        |

| Пол    | Укупно                    | Пољопривреда, лов и шумарство | Рибарство                            | Вађење руде и камена | Прерађивачка индустрија       |
| ------ | ------------------------- | ----------------------------- | ------------------------------------ | -------------------- | ----------------------------- |
| Мушки  | 1.049                     | 82                            | 1                                    | 38                   | 397                           |
| Женски | 691                       | 32                            | 0                                    | 5                    | 244                           |
| Укупно | 1.740                     | 114                           | 1                                    | 43                   | 641                           |
|        |                           |                               |                                      |                      |                               |
| Пол    | Производња и снабдевање   | Грађевинарство                | Трговина                             | Хотели и ресторани   | Саобраћај, складиштење и везе |
| Мушки  | 9                         | 43                            | 145                                  | 37                   | 68                            |
| Женски | 1                         | 7                             | 122                                  | 25                   | 15                            |
| Укупно | 10                        | 50                            | 267                                  | 62                   | 83                            |
|        |                           |                               |                                      |                      |                               |
| Пол    | Финансијско посредовање   | Некретнине                    | Државна управа и одбрана             | Образовање           | Здравствени и социјални рад   |
| Мушки  | 5                         | 8                             | 73                                   | 18                   | 19                            |
| Женски | 11                        | 12                            | 40                                   | 57                   | 77                            |
| Укупно | 16                        | 20                            | 113                                  | 75                   | 96                            |
|        |                           |                               |                                      |                      |                               |
| Пол    | Остале услужне активности | Приватна домаћинства          | Екстериторијалне организације и тела | Непознато            | Непознато                     |
| Мушки  | 26                        | 0                             | 0                                    | 80                   | 80                            |
| Женски | 14                        | 1                             | 0                                    | 28                   | 28                            |
| Укупно | 40                        | 1                             | 0                                    | 108                  | 108                           |

## Галерија
- Трг у Ћићевцу, зграда Народне библиотеке
- Црква Светог Арханђела у Сталаћу
- Црква Светог Духа у Сталаћу